# Agelena jaundea
Agelena jaundea es una especie de araña perteneciente al género Agelena de la familia Agelenidae, dentro del orden de las arañas araneomorfas que tejen telarañas de una gran superficie, en forma de embudo. Fue descrita científicamente por Roewer en 1955.

## Distribución
Esta especie se encuentra en Camerún.